# Fredericus Aurelius Reinoldus Padberg
Fredericus Aurelius Reinoldus Padberg (Heerenveen, 9 november 1876 - Ede, 3 november 1923) was een Nederlands rooms-katholiek priester en leger-aalmoezenier.
Padberg werd geboren in 1876 te Heerenveen als zoon van Adam Padberg en Agnes Johanna Josephina de Boer. Hij werd in 1900 tot priester gewijd, waarna hij kapelaan te Almelo werd. Op 21 april 1913 stuurde aartsbisschop Van de Wetering van Utrecht Padberg naar het Veluwse dorp Ede. In Ede zelf woonden destijds slechts ongeveer 100 katholieken, maar door de aanwijzing van Ede als garnizoensplaats groeide het aantal katholieken ineens enorm. Hij kreeg de opdracht er een parochie te stichten en een kerk te bouwen. Padberg was de eerste pastoor in Ede sinds 1583. Op 1 mei 1913 droeg pastoor Padberg zijn eerste mis op in het militaire schermlokaal. Zes opgestapelde patroonkisten fungeerden destijds als altaar.
Omdat Padberg tevens was aangewezen als bouwpastoor, trok hij rond om zogenaamde bedelpreken te houden ten bate van de kerkbouw in Ede. Op 22 november 1914 werd een uit Millingen afkomstig houten gebouw als eerste R.K.-kerk in gebruik genomen. In de volksmond werd dit "de houten  kathedraal" genoemd. Door de mobilisatie als gevolg van het uitbreken van de Eerste Wereldoorlog lag het aantal parochianen toen al rond de 3000. In 1914 werd Padberg, in verband met de mobilisatie, aangesteld tot majoor-aalmoezenier van de Tweede Divisie. In 1915 werd een voormalige houten danstent, die overgebracht werd vanuit Mook, ingericht als Katholiek Militair Tehuis (KMT). De naam was toen R.K. Militairen-Vereeniging. Met de bouw van een stenen kerk kon pas na de oorlog worden begonnen. Padberg ging echter tijdens de mobilisatie gestaag door met fondsenwerving voor de nieuw te bouwen kerk. Uiteindelijk werd in 1920 begonnen met de bouw en een jaar later op 17 juni, de feestdag van de heilige Antonius van Padua, werd de Sint-Antoniuskerk door aartsbisschop Van de Wetering ingewijd. Voor zijn verdienste als bouwpastoor werd Padberg in 1921 benoemd tot Officier in de Orde van Oranje-Nassau.
Door de komst van de ENKA-fabriek in 1922 steeg het aantal parochianen nogmaals flink, waarna in 1923 door Padberg ook een rooms-katholieke lagere school en een kerkkoor opgericht werden. In dat jaar werd ook een definitief onderkomen voor het KMT (de R.K. Militairen Vereeniging) gerealiseerd. Zijn tomeloze inzet voor de parochie eiste echter zijn tol. Eind oktober kreeg de pastoor een beroerte en op 3 november overleed hij.

## Nagedachtenis
In 1924 werd naast de kerk een monument opgericht ter nagedachtenis aan pastoor Padberg. Na de verwoesting van de kerk bij het bombardement op Ede in 1944, werd het monument verplaatst naar de verderop gelegen Rooms-Katholieke begraafplaats.
De naam Padberg komt nog terug in de Padberglaan die achter de Sint-Antoniuskerk langs loopt. Naast de Rooms-Katholieke begraafplaats was de Padbergmavo gevestigd. In 1992 fuseerde deze school met het Marnix College.

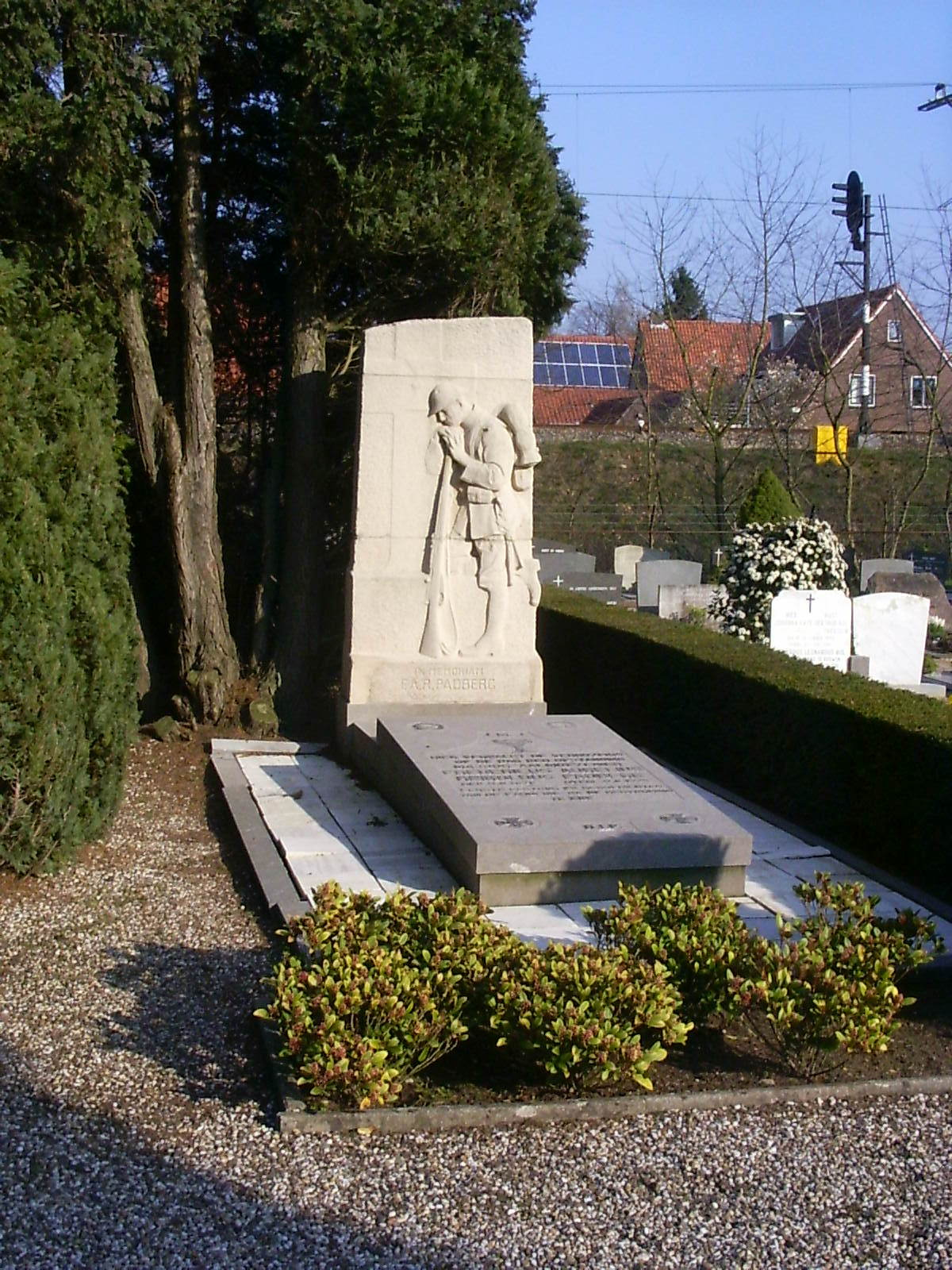
Grafmonument voor pastoor Padberg